# 利亞諾德彼德拉斯
利亞諾德彼德拉斯（西班牙語：Llano de Piedras），是巴拿馬的城鎮，位於該國中南部，由洛斯桑托斯省的馬卡拉卡斯區負責管轄，面積99.9平方公里，海拔高度830米，2010年人口1,737，人口密度每平方公里17.4人。